# Pomme
Pomme, pseudonimo di Claire Isabelle Geo Pommet (Décines-Charpieu, 2 agosto 1996), è una cantautrice e musicista francese.

## Biografia
Nel settembre 2017, all'età di 21 anni, si è esibita per la prima volta alla Boule Noire di Parigi. Ad ottobre ha pubblicato il suo primo album in studio, intitolato À peu près; ha debuttato alla 91ª posizione in Francia e alla 200 in Belgio. È stato promosso dal singolo  Même robe qu'hier, arrivato in 26ª posizione in Belgio. Nell'autunno 2017 Pomme si è esibita nella prima parte di un tour di Asaf Avidan. Il secondo disco Les failles è uscito a novembre 2019 e si è posizionato in 10ª posizione nella classifica francese e in 24ª in quella belga. L'album ha vinto un premio Victoires de la musique nella categoria Album di rivelazione dell'anno.

## Discografia

### Album in studio
- 2017 - À peu près
- 2019 - Les failles
- 2022 - Consolation
- 2024 - Saisons

### Extended plays
- 2016 - En cavale
- 2018 - A Peu Près - Sessions Montréalaises
- 2023 - Saisons

### Singoli
- 2015: J'suis pas dupe
- 2017: Même robe qu'hier
- 2018: Mon frère
- 2018: This Heart
- 2018: J'attends (feat. Ben Mazué)
- 2019: 2019
- 2019: Je sais pas danser
- 2019: Anxiété
- 2020: Vide
- 2020: Les Animaux sont nos amis (feat. Des enfants merveilleux)
- 2020: The Park
- 2021: les cours d'eau (feat. Oklou)
- 2021: à perte de vue
- 2021: Itsumo Nando Demo - from Spirited Away
- 2022: tombeau
- 2022: Nelly
- 2022: Very Bad
- 2023: Un million
- 2024: Ma meilleure ennemie